# Brian McKnight
Brian McKnight (ur. 5 czerwca 1969 w Buffalo, stan New York) – amerykański piosenkarz, autor tekstów, producent muzyczny. Jest multiinstrumentalistą, potrafi grać na 9 instrumentach, m.in. na pianinie, gitarze, gitarze basowej, perkusji, tubie oraz trąbce.

## Dyskografia
- Brian McKnight (1992)
- I Remember You (1995)
- Anytime (1997)
- Bethlehem (1998)
- Back at One (1999)
- Superhero (2001)
- U-Turn (2003)
- Gemini (2005)
- Ten (2006)
- I'll Be Home For Christmas (2008)
- Evolution Of A Man (2009)

## Nagrody i nominacje
- American Music Awards
  - 1999 Favorite R&B/Soul Album: Anytime (nominowany)

- Nagrody BET
  - 2007 BET J Cool Like Dat: (nominowany)

- Nagrody Grammy
  - 2005 Best R&B Male Vocal Performance: What We Do Here” (nominowany)
  - 2004 Best R&B Male Vocal Performance: „Shoulda, Coulda, Woulda (nominowany)
  - 2003 Best R&B Performance by a Duo or Group: All the Way z Kenny G (nominowany)
  - 2002 Outstanding Song Written for a Motion Picture of Television Series: Win z Men of Honor (nominowany)
  - 2002 Best Male Pop Vocal Performance: Still (nominowany)
  - 2002 Best Pop Collaboration w/ Vocals: My Kind of Girl z Justinem Timberlake'm (nominowany)
  - 2002 Best R&B Song: Love of My Life (nominowany)
  - 2002 Best R&B Male Vocal Performance: Love of My Life (nominowany)
  - 2001 Best Male Pop Vocal Performance: 6, 8, 12 (nominowany)
  - 2001 Best R&B Male Vocal Performance: Stay or Let It Go (nominowany)
  - 2001 Best R&B Performance by a Duo or Group: Coming Back Home z Bebe Winansem i Joe (nominowany)
  - 2000 Best R&B Album: Back at One (nominowany)
  - 2000 Best Short-Form Music Video: Back at One (nominowany)
  - 1999 Best R&B Male Vocal Performance: The Only One For Me (nominowany)
  - 1999 Best Male Pop Vocal Performance: Anytime (nominowany)
  - 1994 Best Pop Collaboration w/ Vocals: Love Is z Vanessą Williams (nominowany)

- Image Awards
  - 2002 Outstanding Male Artist: Superhero (nominowany)
  - 2001 Outstanding Male Artist: Stay or Let It Go (nominowany)
  - 2000 Outstanding Male Artist: Back at One (zwycięzca)

- MTV Video Music Awards
  - 2000 Best R&B Video: Back at One (nominowany)
  - 1998 Best R&B Video: Anytime (nominowany)

- Soul Train Awards
  - 2002 Best R&B/Soul Male Single: Love of My Life (nominowany)
  - 2000 Best R&B/Soul Single Male: Back at One (nominowany)
  - 2000 Best R&B/Soul Male Album: Back at One (nominowany)
  - 1999 Best R&B/Soul Male Album: Anytime (zwycięzca)